# Centralposthuset, Zagreb
Centralposthuset (kroatiska: Zgrada glavne pošte) eller Centralpostspalatset (Palača glavne pošte) är ett posthus i stadsdelsområdet Nedre staden i Zagreb i Kroatien. Den kulturmärkta byggnaden uppfördes 1903-1904 i ungersk secessionsstil och är den Kroatiska postens huvudkontor. Både byggnaden och inrättningen kallas för Centralposten (Glavna pošta). 
I byggnaden ligger Museet för post- och telekommunikationer (Muzej pošte i telekomunikacija) som sedan 1997 är öppet för allmänheten.

## Historik
Det första statliga postkontoret i den dåvarande österrikiska provinsen Kroatien startade sin verksamhet 1831. Den allt mer ökande postvolymen, införandet av telegraf 1850 och offentligt telefonsystem 1887 skapade ett behov av ett nytt postkontor. De ungerska arkitekterna Ernő Foerk och Gyula Sándy gavs i uppdrag att projektera den nya byggnaden. 
Konstruktionen av den 3 950 m2 stora byggnaden startade 1903 och den 12 september året därpå kunde verksamheten öppna. 1930 års tillbyggnad av en tredje våning innebar att byggnadens ursprungliga exteriör kom att förändras då dess tureller försvann i processen.
Den 14 september 1941 skadades byggnadens interiör delvis sedan kommunistiska motståndsmän låtit en bomb brisera vid dess telefonväxel. Attentatet var ett sabotage mot den sittande fascistiska och nazi-vänliga Ustaša-regimen och dess administration i dåvarande Oberoende staten Kroatien.  

## Kultur
Centralposthuset i Zagreb finns avbildat på frimärken i valören 2,30 HRK utfärdade av den Kroatiska posten 2004 samt frimärken i valören 0,70 EUR utfärdade av den Österrikiska posten 2012.